# Цемпін
Цемпін (нім. Zempin) — громада в Німеччині, розташована в землі Мекленбург-Передня Померанія. Входить до складу району Передня Померанія-Грайфсвальд. Складова частина об'єднання громад Узедом-Зюд. Є курортом на острові Узедом на узбережжі Балтійського моря.
Площа — 3,3 км2. Населення становить 962 ос. (станом на 31 грудня 2020).

## Географія і транспорт
Цемпін є найменшим курортом на острові Узедом. Він розташований між курортами Цинновіц і Козеров в найвужчому місці між Балтійським морем і лагуною «Ахтервассер». Він розташований на федеральній дорозі № 111 та на сполучені «Цюссов — Свіноуйсьце» «Узедомської купальної залізниці» (Usedomer Bäderbahn, скорочено UBB). Близько 16 км на схід від спільноти знаходяться три імператорські курорти Банзін, Герінгсдорф і Альбек.

## Історія

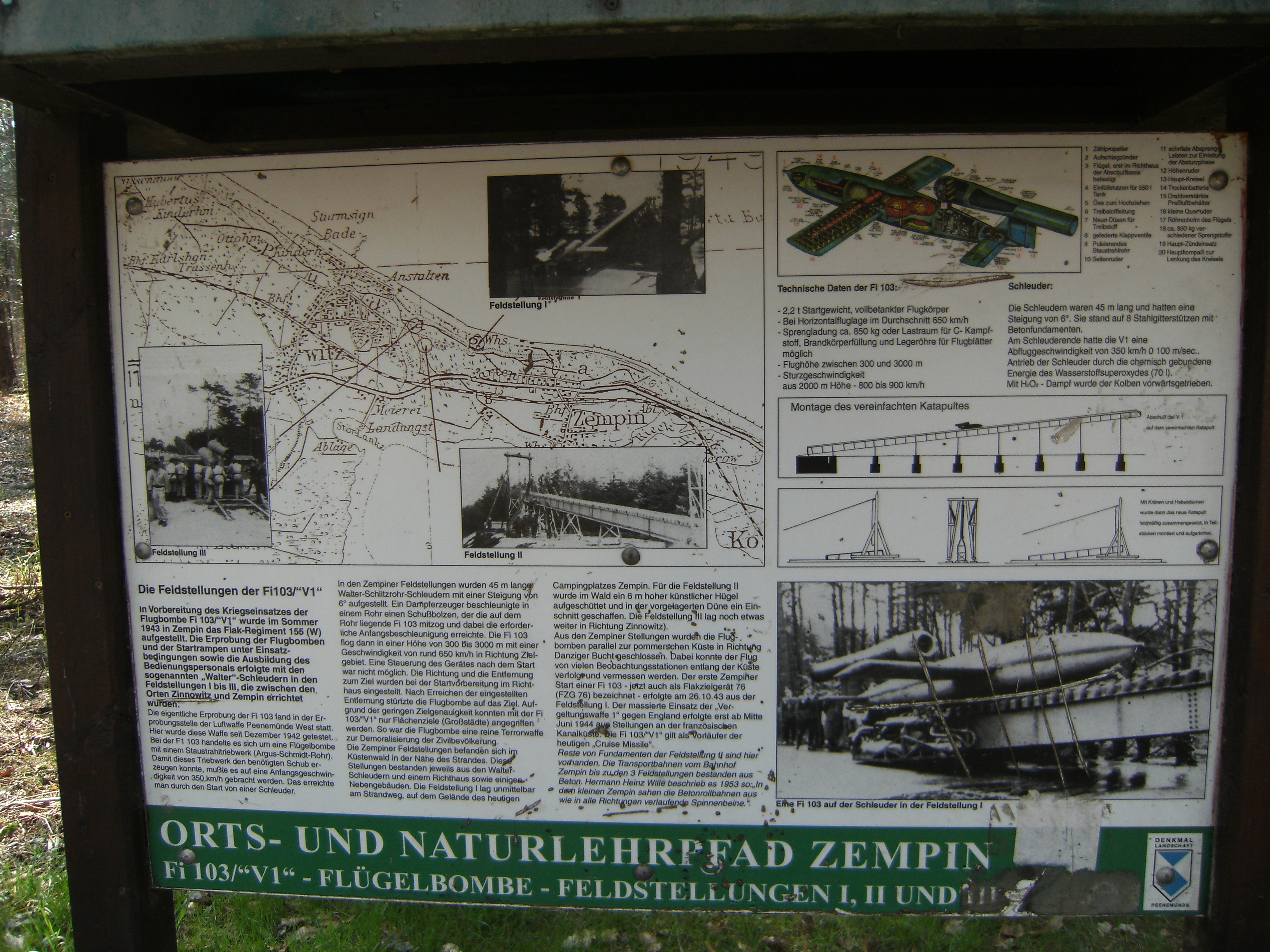
Інформаційна дошка з описом літаючої бомби «Fieseler Fi 103», також відомої як «Фау-1»

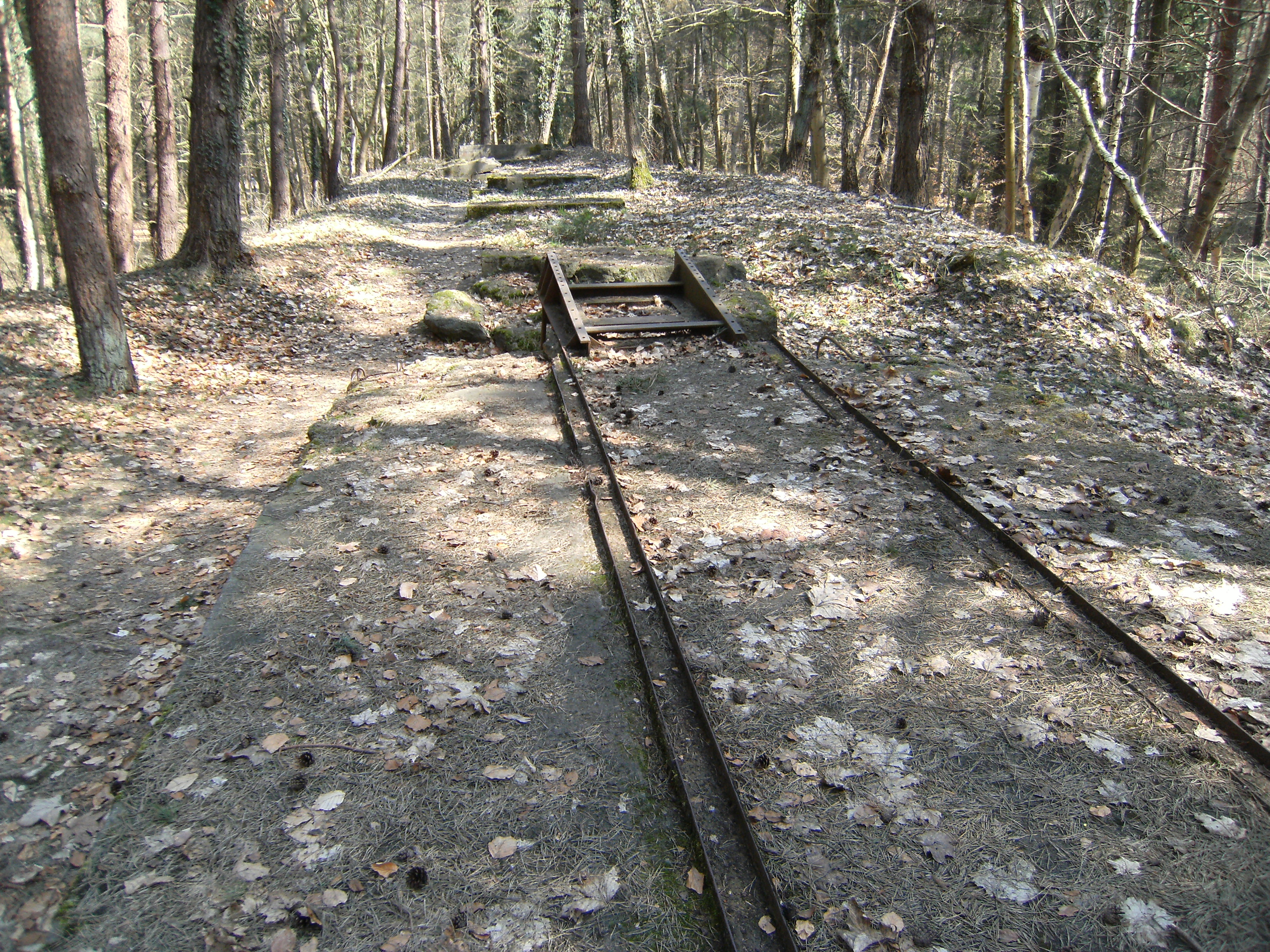
Реліквії стартової доріжки «Фау-1» в Цемпіні

Цемпін вперше згадується в 1571 році (?). В 1589 році згадується як «Zempynn», зі слов'янських мов ймовірно мало значення «хмарний» або «темний».
У 1835 Цемпін являв собою фермерське та водночас рибальське село.
З Вестфальським миром від 1648 року Померанія, а таким чином і курорт Цемпін перейшли під владу Швеції, після чого курорт почав відноситися до герцогства Померанія. Після Стокгольмського миру від 1 лютого 1720 року острів Узедом, а таким чином і Цемпін перейшли до прусських володінь. Після адміністративної реформи в 1815 році Цемпін перейшов до прусської провінції Померанії та з 1818 до 1945 року належав до району Узедом-Воллін. Після повені 1872—1874 років, яка розділила острів між Цемпіном і Козеровом, а також захлеснула курорт Дамеров, було збудовано дамбу, яка починалася в Цемпіні, а закінчувалась в Козерові. Дамба була побудована в період НДР в кілька етапів до 3,5 м заввишки.
В 1880 році курорт продовжує розширюватися. В 1911 році Цемпін отримав залізничне сполучення.
В 1920 році центр уваги курорту розташовується вже на пляжі Балтійського моря. а саме в цемпінському пляжному готелі. Між 1943 і 1945 роками в лісі між Цинновецьом і Цемпіном було збудовано три пускові установки для подальших випробувань літаючої бомби «Fieseler Fi 103», також відомої як «Фау-1» і 13 серпня 1943 року підпорядковані зенітному полку 155 (W). Регулярні практики стрільби в Цемпіні відбувалися 14 жовтня 1943 року під командуванням полковника Макса Вахтеля. Таємно випробовуваний «Зенітно цільовий пристрій FZG 76» область застосування якого в 1944 році були Бельгія і Франція мав кодове ім'я «Хрущ». З польових позицій I.-III.p є доступні деякі залишки з розвантажувальною естакадою, преторієм, лижним положенням і катапультою вальтера. Після Другої світової війни, будівлі зенітної школи ВМС були усунені як військовий об'єкт, подальші технічні будівлі розграбовані, а бетонні дороги в лісі частково підірвано. Протягом десятиліть після 1945 року в лісі не залишилося жодної цеглини.
З 1945 по 1952 рік утворили комуну, після Другої світової війни район Узедом-Воллін залишився в складі Німеччини, район Узедом на землі Мекленбург. Цей увійшов в 1952 році в округ Вольгаста в район Ростока.
В 1956 році з'являється постійно зростаюче кемпінгове містечко і місце між Альтдорф і Штрассендорф зливається.
З 1990 року спільнота належить до землі Мекленбург - Передня Померанія. З 1994 року Цемпін належав до східної Померанії, яка в 2011 почала називатися Передня Померанія-Грайфсвальд.
З 1996 Цемпін має державне визнання як курорт.

## Політика

### Герб
Герб затверджено 10 березня 1998 року Міністерством внутрішніх справ під номером 156 з набору гербів (Wappenrolle) Мекленбург-Передньої Померанії.

#### Опис герба
«Розділені по секції вала синій і срібний, зверху накладається два золотих шпроти, з яких верхня повернена на ліво-нижня на право, знизу дві сині смужки-близнюки».
Герб був розроблений Міхаелем Цапфе.

### Прапор
Прапор складається з сріблястої (білої) тканини в центрі якої знаходиться герб, який займає дві третини висоти полотнища.
Прапор має співвідношення по довжині та висоті 5:3.

## Визначні пам'ятки

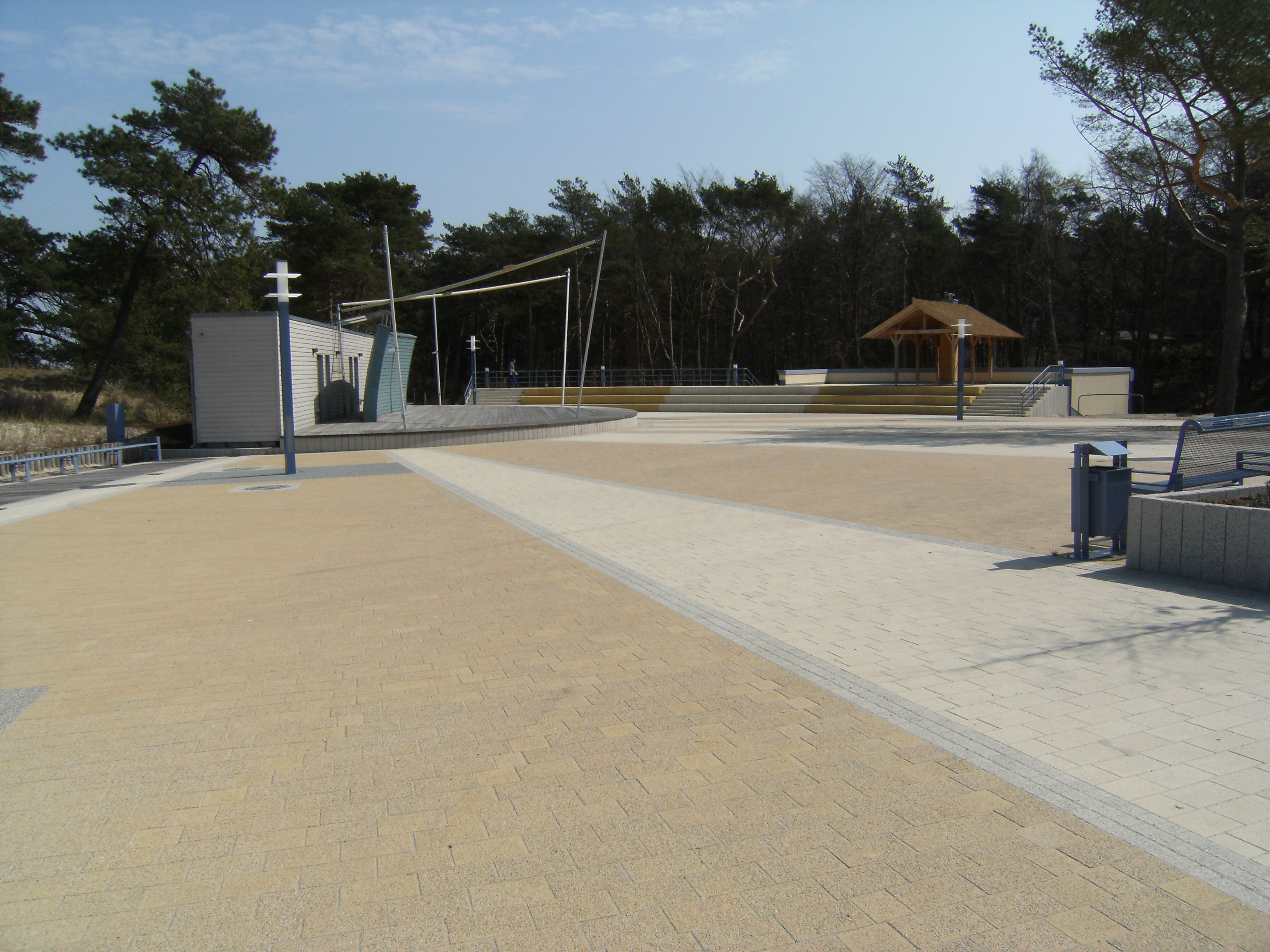
Новий майднанчик для проведення святкових заходів на березі моря

- Цемпінські соляні хатини на вході до пляжу в дюнах, датуються 1882 роком (були зірвані в ході будівництва «Курплац» і набережної навесні 2012 року);